# 2001年全米オープン (テニス)
2001年 全米オープン（2001ねんぜんべいオープン、US Open 2001）は、アメリカ・ニューヨークマンハッタンにある「USTAナショナル・テニスセンター」にて、2001年8月27日から9月9日にかけて開催された。

## シニア

### 男子シングルス
レイトン・ヒューイット def.  ピート・サンプラス, 7–6(4), 6–1, 6–1
- ヒューイットは全米オープン及び4大大会初優勝である。

### 女子シングルス
ビーナス・ウィリアムズ def.  セリーナ・ウィリアムズ, 6–2, 6–4
- ビーナスとセリーナによる「ウィリアムズ姉妹対決の決勝」が実現した。テニス4大大会における「姉妹対決の決勝」は、1884年ウィンブルドン選手権の第1回女子シングルスでモード・ワトソンとリリアン・ワトソンの姉妹が対戦して以来117年ぶりの出来事であった。

### 男子ダブルス
ウェイン・ブラック /  ケビン・ウリエット  def.  ジャレッド・パーマー /  ドナルド・ジョンソン, 7–6, 2–6, 6–3

### 女子ダブルス
リサ・レイモンド /  レネ・スタブス def.  ナタリー・トージア /  キンバリー・ポー, 6–2, 5–7, 7–5

### 混合ダブルス
トッド・ウッドブリッジ /  レネ・スタブス def.  リーンダー・パエス /  リサ・レイモンド, 6–4, 5–7, 7–6(9)

## ジュニア

### 男子シングルス
ジレ・ミュラー def.  王宇佐, 7–6(5), 6–2

### 女子シングルス
マリオン・バルトリ def.  スベトラーナ・クズネツォワ, 6–4, 6–4

### 男子ダブルス
トマーシュ・ベルディハ /  ステファン・ボーリ def.  ブレンダン・エバンス /  Brett Joelson, 6–4, 6–4

### 女子ダブルス
ガリナ・フォキナ /  スベトラーナ・クズネツォワ def.  エレナ・ヤンコビッチ /  マテア・メザック, 7-5, 6-3